# Gottfried Baier
Gottfried Andreas Baier (* 24. Mai 1909 in Straßgang bei Graz; † 2. Oktober 1983) war ein österreichischer Schmiedemeister, Landes- und Bundesinnungsmeister der Schmiede und Schlosser sowie ein Politiker (ÖVP). 

## Leben und Wirken
Gottfried Baier wurde am 24. Mai 1909 als Sohn des Wagners Gottfried Baier und dessen Ehefrau Maria (geborene Klampfer) in der damals noch eigenständigen Gemeinde Straßgang bei Graz geboren und am folgenden Tag auf den Namen Gottfried Andreas getauft. Nach seinen allgemeinen Schulausbildung absolvierte eine Schmiedelehre und legte im Jahre 1929 die Gesellenprüfung ab. 1932 folgte die Meisterprüfung im Hufbeschlagsgewerbe, ehe Baier als Schmiedemeister und Fahrzeugbauer mit eigenem Unternehmen (Anhängerbau Gottfried Baier) in Feldkirchen bei Graz tätig wurde. Am 12. August 1936 heiratete er in seiner Heimatpfarre die aus Graz stammende Gisela Schnur (* 24. März 1916 in Graz; † 16. Mai 2001 in Unterpremstätten). Im Laufe seines Lebens stieg er zuerst zum Landes- und später zum Bundesinnungsmeister der Schmiede und Schlosser auf.
Von 1965 bis 1970 gehörte er dem Gemeinderat von Feldkirchen bei Graz an. Nach dem Unfalltod von Richard Kaan wurde Baier mit 10. Februar 1969 als Nachrücker in den steirischen Landtag geholt und gehörte diesem bis zum Ende der VI. Gesetzgebungsperiode (bis 6. April 1970) als Landtagsabgeordneter an.
Am 2. Oktober 1983 starb Baier nach kurzer Krankheit im Alter von 74 Jahren. Zum Zeitpunkt seines Todes hinterließ er seine Ehefrau Gisela sowie vier Söhne und sechs Enkelkinder. Das Begräbnis fand am 7. Oktober 1983 auf dem Ortsfriedhof von Feldkirchen statt. Dem Verstorbenen wurde bei der 16. Sitzung der X. Gesetzgebungsperiode des steirischen Landtages am 18. Oktober 1983 gedacht.

## Auszeichnungen und Ehrungen (Auswahl)
Im Jahr 1958 wurde ihm der Berufstitel Kommerzialrat verliehen. Des Weiteren war er Ehrenbürger der Gemeinde Feldkirchen bei Graz sowie langjähriger Feuerwehrhauptmann und -kommandant der Freiwilligen Feuerwehr Feldkirchen bei Graz. Von der Feuerwehr war er zum Ehrenhauptbrandinspektor ernannt worden. Weiters war er Träger des Goldenen Ehrenzeichen für Verdienste um die Republik Österreich sowie Träger der Julius-Raab-Ehrenmedaille.